# Burcht Katz
De Burcht Katz (Duits: Burg Katz) is een aan de rechteroever van de Rijn gelegen burcht in Sankt Goarshausen, Rijnland-Palts. De burcht droeg oorspronkelijk de naam Neukatzenelnbogen, maar werd als tegenhanger van de Burcht Maus later in de volksmond populair als Burcht Katz. De burcht is sinds 2002 onderdeel van het UNESCO werelderfgoed Bovenloop Midden-Rijndal.

## Geschiedenis

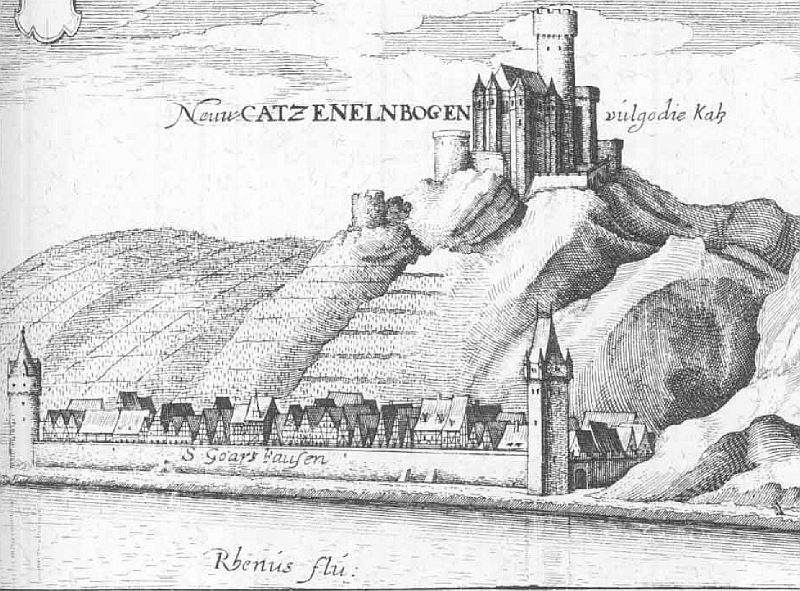
Burcht Katz boven Sankt Goarshausen - Afbeelding uit Topographia Germaniae van Matthäus Merian, 1655

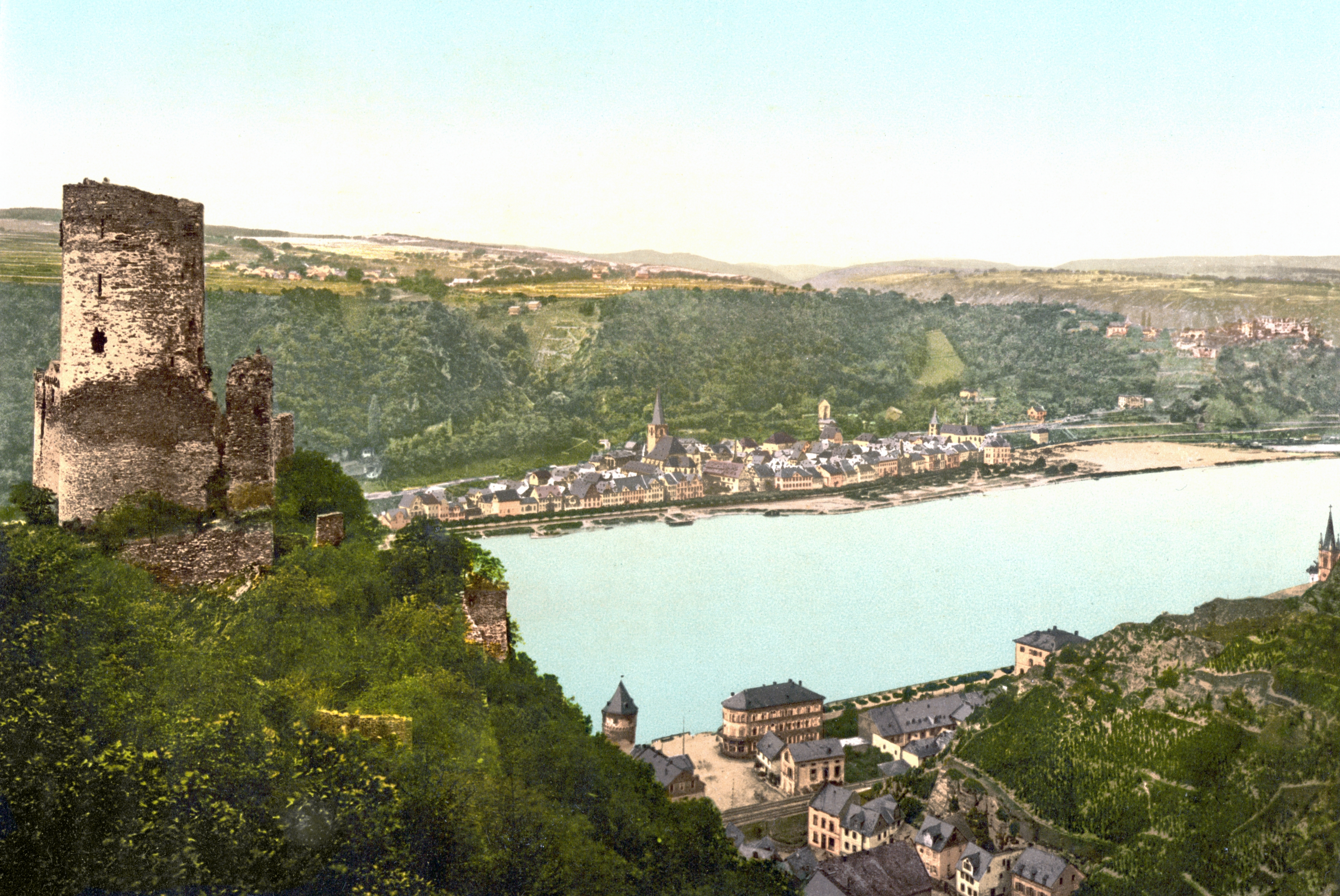
Ruïne van de burcht, circa 1900

De Burcht werd tussen 1360 en 1371 door de graven van Katzenelnbogen gebouwd. De bouw was het antwoord van de machtige graven van de Burcht Rheinfels op de vanaf 1356 op een steenworp afstand gestarte bouw van de Keurtrierse burcht Maus. Samen met de vesting Rheinfels aan de linker zijde van de rivier vormde de nieuwe burchtaanleg van de graven van Katzenelnbogen aan de rechter zijde een belangrijk bastion voor het uitoefenen van tol op de Rijn.   
Met het uitsterven van het geslacht Katzenelnbogen in 1479 ging de burcht over op de landgraven van Hessen. Bijgevolg werden zowel de burcht Katz als de burcht Rheinfels een twistpunt in de Hessenoorlog, de erfstrijd tussen de lijnen van Hessen-Kassel en Hessen-Darmstadt. De burcht werd in 1626 en 1647 belegerd en gedeeltelijk verwoest. Tijdens de strijd werd de burcht echter ook meerdere malen versterkt door vestingwerken en geschutstellingen. 
In 1692 liep de burcht bij de belegering van de burcht Rheinfels door de Franse veroveringsdrift van Lodewijk XIV opnieuw schade op. Tijdens de Zevenjarige Oorlog werd de burcht in 1758 door de Fransen veroverd maar in 1763 teruggegeven. Ten slotte liet Napoleon in 1806 het tot op dat moment nog intacte burchtcomplex opblazen, zoals dat ook gebeurde met de burcht Gutenfels bij Kaub.
De ruïne kwam vanaf 1816 in handen van het hertogdom Nassau, kreeg daarna meerdere eigenaren en kwam ten slotte in handen van de toenmalige districtscommissaris van Sankt Goarshausen, Ferdinand Berg. Hij liet de burcht door het Keulse architectenbureau Schreiterer & Below als woonhuis herbouwen. Daarbij werd weinig rekening gehouden met de middeleeuwse overblijfselen. Het aan de zijde van de Rijn gelegen deel van het complex herinnert slechts vaag aan het voormalige kasteel. De ruïne van de bergfried, delen van de verdedigingsmuur aan de bergzijde en de dwinger zijn echter nog middeleeuws. 
In 1928 werd de burcht verkocht. Vanaf 1936 viel het complex in handen van de Reichsarbeitsdienst en kreeg daarna diverse bestemmingen. Omdat het gebouw in 1987 niet meer aan de brandvoorschriften voldeed werd de burcht te koop aangeboden. Voor de prijs van DM 4,3 miljoen wist de Japanse ondernemer Satoshi Kosugi het complex te verwerven. Hij wilde aanvankelijk de burcht ombouwen tot een hotel speciaal voor Japanse toeristen. Deze uitbreiding vond echter niet plaats. Tegenwoordig bevindt het burchtcomplex zich nog altijd in Japanse handen. Bezichtiging van de burcht is derhalve niet mogelijk.